# Xerox
Xerox Corporation – amerykański koncern, jeden z największych na świecie dostawców cyfrowych drukarek oraz usług outsourcingu druku, zarządzania dokumentami i procesami back office. Wraz ze spółką Fuji Xerox przeznacza rocznie ok. 1,5 mld USD na badania i rozwój.

## Historia
Został założony w 1906 roku jako Haloid Photographic Company, od 1958 Haloid Xerox Company, od 1961 znany jako Xerox Corporation. Jako pierwszy wprowadził na rynek fotokopiarki (1959). W 1970 Xerox otworzył bardzo ważny w historii informatyki ośrodek badawczy Xerox PARC (Xerox Palo Alto Research Center) w Palo Alto w Kalifornii, w którym powstał m.in. graficzny interfejs użytkownika, pierwszy komputer osobisty z takim interfejsem (Xerox Alto), Ethernet czy pierwsza laserowa drukarka. W roku 1993 powstało laboratorium Xerox Research Centre Europe w Grenoble.
W lutym 2010 roku Xerox Company przejął Affiliated Computer Services - ACS (obecnie ACS, A Xerox Company) – amerykańską firmę świadczącą usługi outsourcingu procesów biznesowych. Xerox, po akwizycji ACS, jest również dostawcą zaawansowanych usług z zakresu outsourcingu procesów biznesowych. W 2012 r. Xerox przejął WDS, markę oferującą usługi z obszaru wsparcia technicznego, zarządzania wiedzą oraz szeroko pojętego doradztwa na rzecz firm telekomunikacyjnych.
Wytwarza także sprzęt i wyposażenie komputerowe, m.in. dla przemysłu lotniczego, zbrojeniowego i kosmonautyki. Posiada większą część udziałów w brytyjskiej Rank Xerox Ltd. (zał. 1956). W 1992 obroty wynosiły 17,8 mld USD. Zatrudnia 140 tys. pracowników i obsługuje klientów w 160 krajach. Od 2010 roku firma świadczy również zaawansowane usługi z zakresu Business Process Outsourcing. Spółka publiczna notowana od 11 lipca 1961 na Giełdzie Nowojorskiej (NYSE).
Xerox został umieszczony przez agencję Thomson Reuters na liście 100 najbardziej innowacyjnych firm 2011 r.
W rankingu IDC został uznany liderem dostawców usług zarządzania drukiem (2011 r.) oraz liderem rynku urządzeń wielofunkcyjnych (2012 r.).

## Xerox Polska
Polski oddział Xerox Corporation powstał w 1994 roku w Warszawie. Świadczy zaawansowane usługi z zakresu IT, zarządzania drukiem i dokumentami.
Prezesem Zarządu Xerox Polska od września 2019 r. jest Stuart Price.
Xerox Polska jest czołowym dostawcą urządzeń drukujących i kopiujących w obszarze biurowym i produkcyjnym w kraju. Stale dywersyfikuje ofertę, uzupełniając ją o nowe rozwiązania, zwłaszcza z obszaru technologii cyfrowych. Współpracuje zarówno z firmami z sektora prywatnego, w tym z przedstawicielami branży energetycznej, bankowej i wydawniczej, jak i instytucjami publicznymi. W jego portfolio znajdują się usługi i produkty z zakresu obsługi dokumentów, oprogramowania i materiałów eksploatacyjnych dla produkcji i biur, a także outsourcingu procesów biznesowych i usług informatycznych.